# Mysiurek

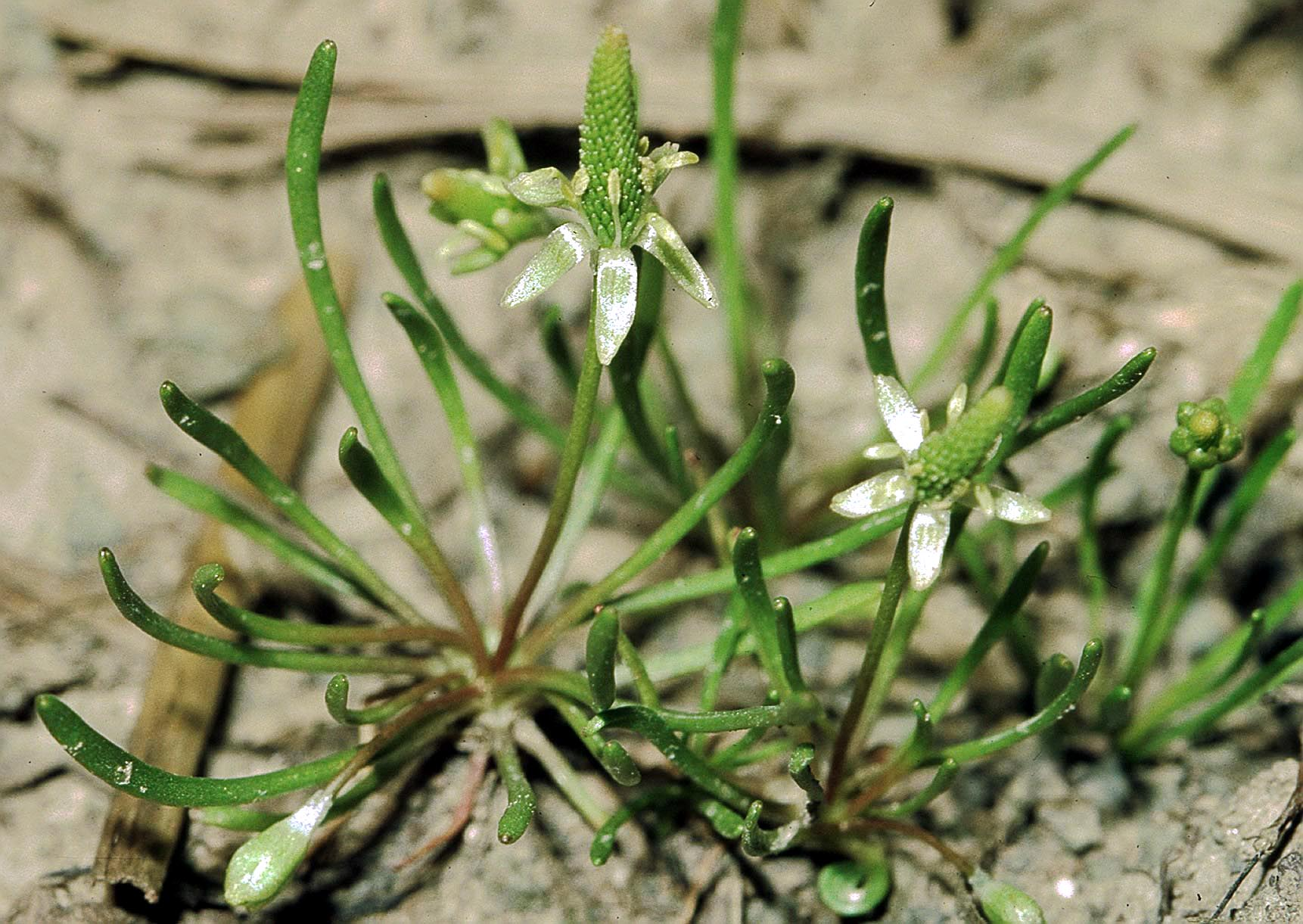
Mysiurek drobny

Mysiurek (Myosurus L.) – rodzaj roślin rocznych z rodziny jaskrowatych. Obejmuje około 15 gatunków występujących na całym świecie z wyjątkiem wschodnich krańców Azji i obszarów tropikalnych. Największe zróżnicowanie gatunkowe znajduje się w Ameryce Północnej, gdzie rośnie 7 gatunków. W Polsce występuje jeden gatunek – mysiurek drobny. 

## Morfologia
LiścieZebrane w przyziemną rozetę. Pojedyncze, równowąskie lub wąsko lancetowate, całobrzegie.
KwiatyWyróżniają się unikatowym w skali całej rodziny jaskrowatych dnem kwiatowym, które wydłuża się podczas kwitnienia. Kwiat jest obupłciowy, promienisty i szczytowy. Działek kielicha jest 5. Są zielone, z błoniastym brzegiem, lancetowate do owalnych, o długości od 1,5 do 4 mm. Płatków korony jest 5 lub brak ich zupełnie, są białe, równowąskie do łopatkowatych z długim paznokciem o długości od 1 do 2,5 mm. Pręcików jest od 5 do 25. Słupków jest od 10 do 400.
OwoceNiełupki (orzeszki) tworzące owoc zbiorowy – wieloniełupkę.

## Systematyka
Rodzaj z plemienia Ranunculeae z podrodziny Ranunculoideae z rodziny jaskrowatych Ranunculaceae. W ujęciach systematycznych bardzo szeroko definiujących rodzaj jaskier Ranunculus rodzaj Myosurus nie jest wyróżniany i gatunki tu zaliczane włączane są do Ranunculus sensu lato. Alternatywnie grupa drobnych, bazalnych rodzajów z plemienia Ranunculeae jest wyróżniana, a rodzaj Ranunculus jest wąsko ujmowany (sensu stricto, aczkolwiek obejmując dawniej wyróżniane rodzaje Batrachium, Aphanostemma i Gampsoceras). Rodzaj Myosurus jest siostrzany względem rodzaju jaskierek Ceratocephala.  
Wykaz gatunków
- Myosurus alopecuroides Greene
- Myosurus apetalus Gay
- Myosurus aristatus Benth.
- Myosurus australis F.Muell.
- Myosurus breviscapus Huth
- Myosurus capensis M.Tamura
- Myosurus cauda-muris Neck.
- Myosurus clavicaulis Peck
- Myosurus cupulatus S.Watson
- Myosurus egglestonii Wooton & Standl.
- Myosurus europaea Gray
- Myosurus gracilis Macl.
- Myosurus heldreichii H.Lév.
- Myosurus lepturus Howell
- Myosurus major Greene
- Myosurus minimus L. – mysiurek drobny
- Myosurus nitidus Eastw.
- Myosurus novae-zelandiae W.R.B.Oliv.
- Myosurus patagonicus Speg.
- Myosurus prenglii Huth
- Myosurus scaposus Gilib.
- Myosurus sessilis S.Watson
- Myosurus shortii Raf.
- Myosurus tenellus Greene

Według niektórych autorów 11 z wymienionych wyżej gatunków uważanych jest za podgatunki mysiurka drobnego.